# 戰時行政特例法
《戰時行政特例法》（昭和18年3月18日法律第75號），為大日本帝國在太平洋戰争下為確保軍需物資增産所訂定之授權法。1943年（昭和18年）3月18日公佈併並於同日施行，於1946年（昭和21年）1月16廢止，成為繼《石油業法》後第十三個依據《昭和20年12月21日法律第49號法律》廢止之法律。
當時，大日本帝國陸軍與大日本帝國海軍、企劃院以及各省廳之間就鋼鐵、煤碳、輕金屬、造船、飛機等五大重點産業擴大生産之必要材料進行了激烈的爭奪，並因此影響了實際生產。在戰況惡化的影響下，内閣總理大臣東條英機引用本法下令停止其他法條、法規之使用且本法授於内閣總理大臣得以取消及變更省廳的職權範圍，來確保産業行政一元化和産業生產集中管理。同時根據《戰時行政職權特例》規定，内閣總理大臣可以直接行使每位大臣對五個重點産業的權力來統一有關軍需生產的指揮系統。

## 文獻
- 渡部徹「戰時行政特例法(原文:戦時行政特例法)」（『日本近現代史事典』（東洋経済新報社、1979年） ISBN 978-4-492-01008-2）
- 三澤潤生「戰時行政特例法(原文:戦時行政特例法)」（『国史大辞典 8』（吉川弘文館、1987年） ISBN 978-4-642-00508-1）